# Nicolás Romero
Nicolás Romero è una municipalità dello stato di stato di Messico, nel Messico centrale, il cui capoluogo è la località di Villa Nicolás Romero.
Conta 410.018 abitanti (2010) e ha una estensione di 235,51 km².